# وودلاون پارک (اکلاهما)
وودلاون پارک(به انگلیسی: Woodlawn Park) شهری در ایالت اکلاهما کشور ایالات متحده آمریکا است که جمعیت آن در سرشماری سال ۲۰۱۰ میلادی، ۱۵۳ نفر بوده‌است.